# 巫重興
巫重興（1916年—2012年），台灣政治人物。父親巫俊曾任埔里信用組合（今埔里鎮農會）組合長，同父異母兄弟巫永福為台灣文學家。
1930年（昭和五年）埔里公學校（今南投縣埔里鎮埔里國民小學）高等科卒業。1944年（昭和十九年）在「臨時教員養成講習所」修業完畢。於1945年（昭和二十年）分派至埔里北國民學校（後稱「埔里第一國民學校」，今埔里國民小學）擔任教師。1950年（民國三十九年）辭卸教職參選當選南門里長。1953至1959年（民國四十二年至四十八年）間分別當選並任職第二、三屆民選埔里鎮長。鎮長任內興設學校、興建第二市場、造橋鋪路、充裕鎮庫、鎮政建設聲譽非常卓著。1963至1966年（民國五十二年至五十五年）間分別當選並任職第三、四屆能高農田水利會（後併入南投農田水利會）會長。水利會會長任內積極推動「能高大圳」的興建，最終爭取新台幣38億元之經費於1965年（民國五十四年）開工。能高大圳於1972年（民國六十一年）完工，灌溉面積2918公頃，為埔里地區主要的農業灌溉設施。

## 外部連結
- 南投縣埔里鎮立圖書館 -- 巫重興鎮長系列展 （页面存档备份，存于）